# 적색 상황

적색 상황(독일어: Fall Rot, 영어: Case Red)은 제2차 세계 대전 당시 1940년 6월 5일 시작된 독일 국방군의 프랑스 공방전 2번째 계획이었다. 이는 프랑스 공방전 중 베네룩스를 침공하는 황색 상황이 성공한 이후 이루어졌다. 침공하기 전에는 프랑스 본토를 점령할 지 확실하게 결정하지 않았다. 이는 황색 상황의 결과에 따라 달라졌기 때문이다.
적색 상황은 2가지 부속 계획으로 이루어져 있었다. 첫 번째는 먼저 솜강에서 센강 서쪽으로의 예비 공격이었고, 본격적인 작전은 6월 9일 엔강 중앙을 공격함으로써 시작되었다.

## 같이 보기
- 녹색 작전
- 황색 상황
- 백색 사건 (1939년)
- 녹색 작전 (아일랜드)
- 청색 사건
- 백색 사건 (1943년)